# Jack Irons
Jack Irons (Los Angeles, 18 de julho de 1962) é um baterista de rock. Foi o baterista original dos Red Hot Chili Peppers no álbum The Uplift Mofo Party Plan. No final de 1994 juntou-se ao Pearl Jam onde comandou a bateria nos álbuns No Code e Yield, deixando a banda durante a turnê do álbum Yield por razões de saúde. Em 2002 lançou um disco solo chamado Attention Dimension onde também participam membros das antigas bandas por onde passou. Hoje é o atual baterista da banda de pop rock Spinnerette. Entrou para o Hall da Fama do Rock and Roll em abril de 2012, como membro do Red Hot Chili Peppers.